# Burg Niederkastenholz
Die Burg Niederkastenholz ist eine ehemalige Wasserburg im Euskirchener Stadtteil Niederkastenholz (Burgstraße 19) im Kreis Euskirchen in Nordrhein-Westfalen.

## Geschichte
Die Grundherrschaft der Wasserburg und des Dorfes Niederkastenholz der reichsunmittelbaren Reichsabtei Kornelimünster unter dem Schutz des Herzogs von Jülich ist im 11. Jahrhundert bezeugt, blieb bis zur Säkularisation 1804 ein „beneficium“ der Klosterpröpste, wurde 1807 von der französischen Domänenverwaltung mit den dazugehörende Ländereien an die Herren von Vincke in Flamersheim verkauft und war anschließend in bürgerlichem Besitz.

## Beschreibung
Den ältesten Teil der Burganlage mit Haupt- und Vorburg aus Bruchsteinmauerwerk, die von ihrem schmiedeeisernen Tor gut einsehbar ist, stellt der Wehrturm aus dem 12. Jahrhundert dar. Die winkelförmige Hauptburg wurde 1752 bis 1756 durch die angebaute sogenannte Propstei ergänzt. Von dem im 19. Jahrhundert verschütteten Wassergraben ist nur noch ein Teil erhalten. Die Burg stellt heute noch ein imposantes Bild einer ländlichen Burganlage des 18. Jahrhunderts dar.

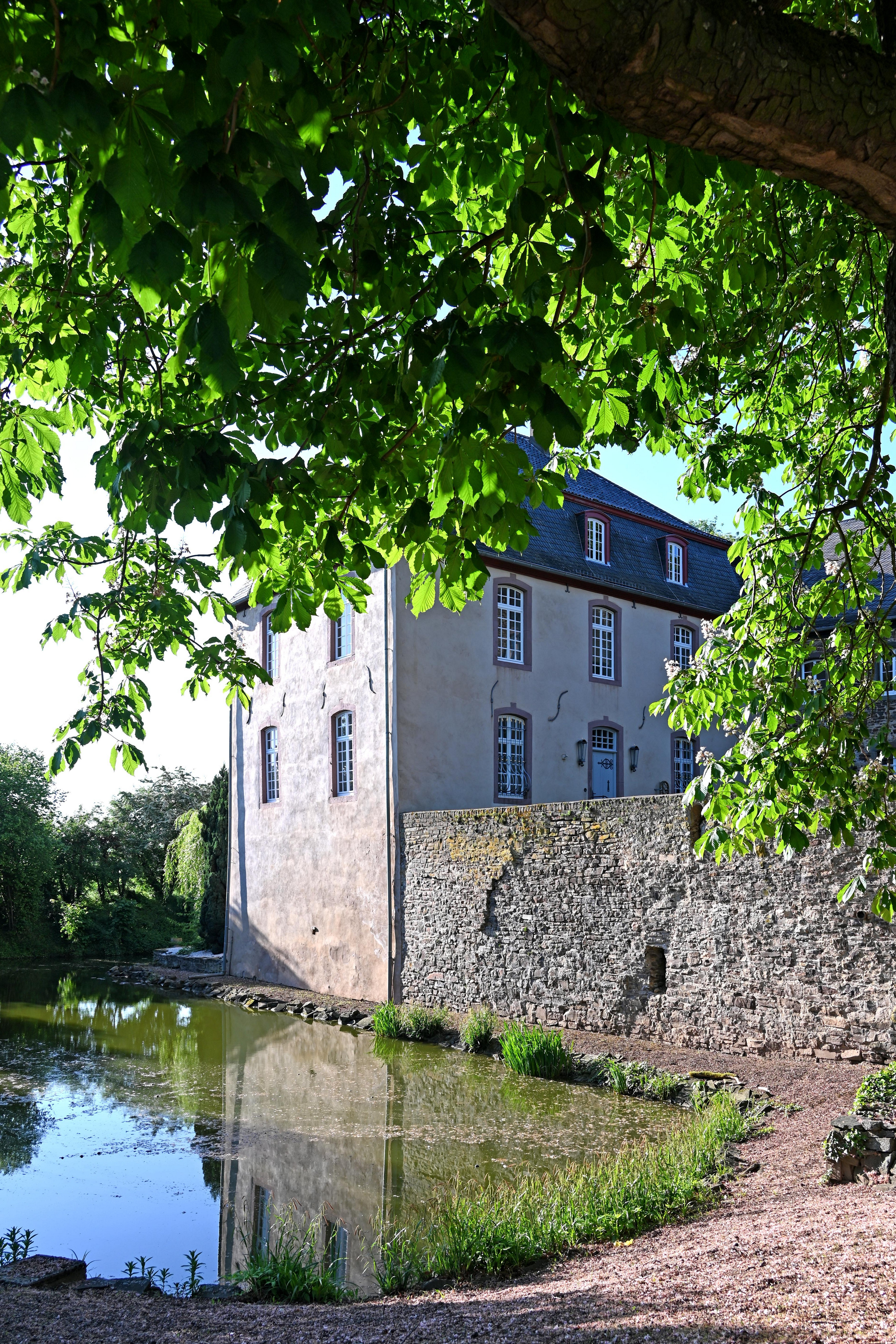
Probstei (1756)
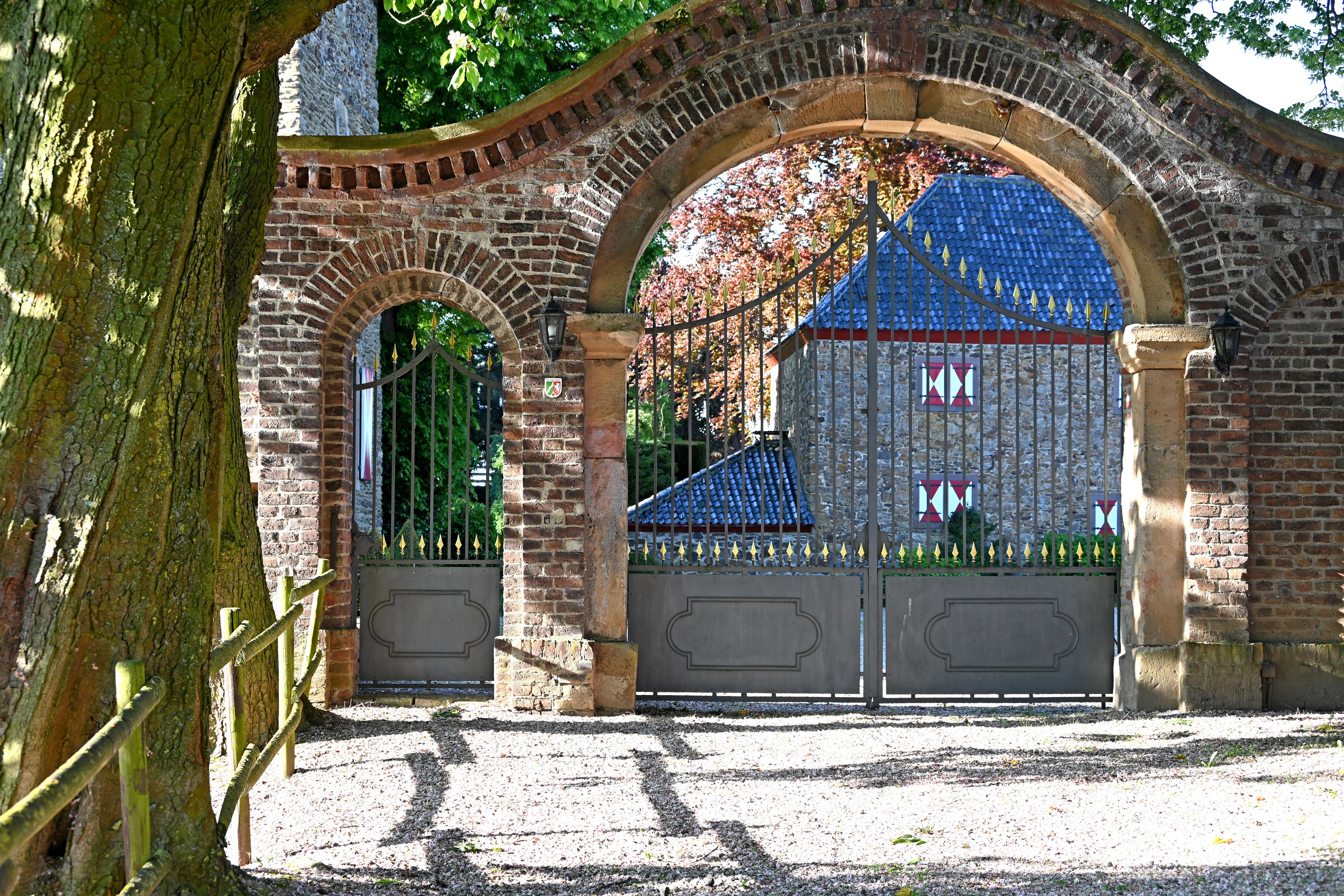
Tor
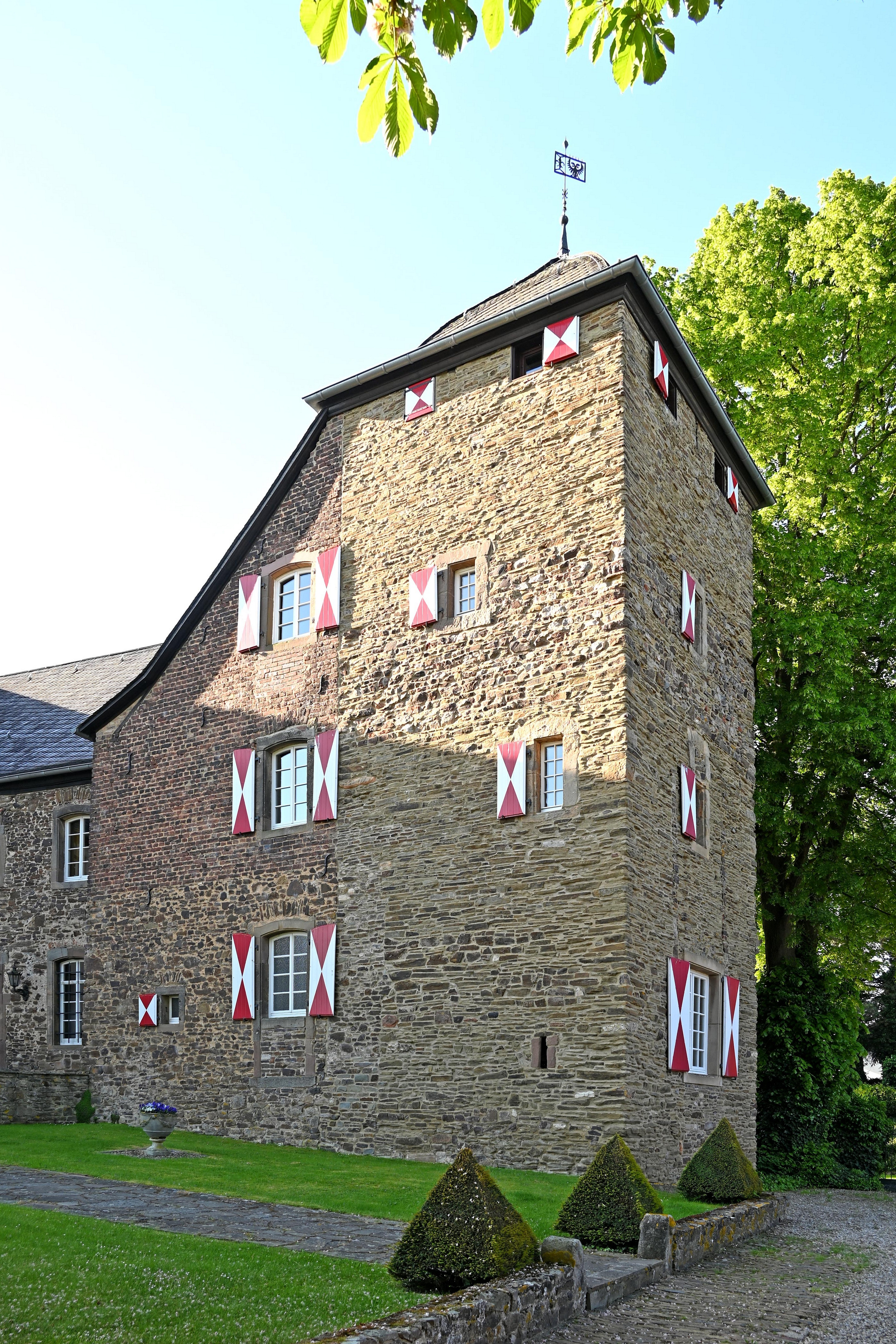
Wehrturm
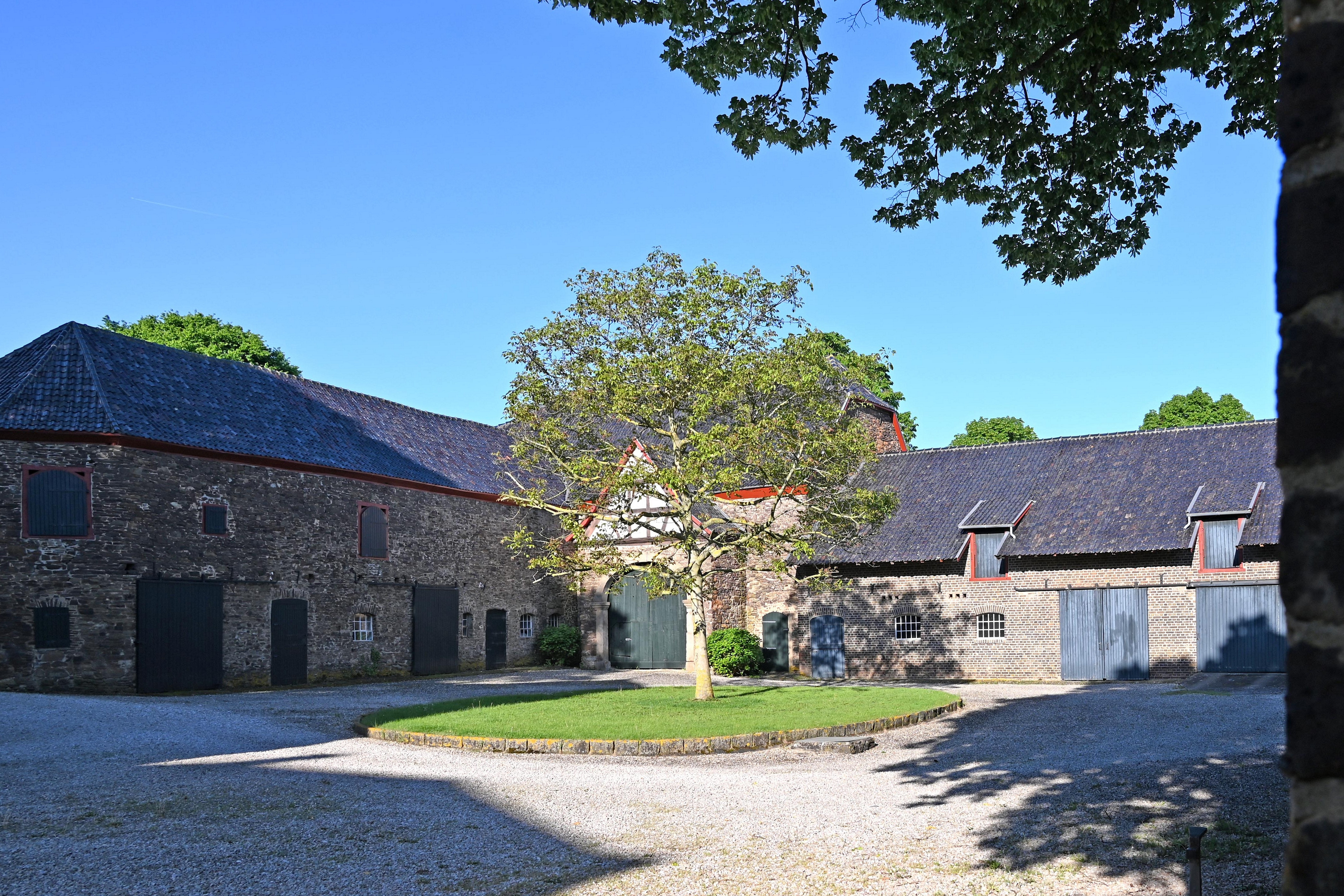
Vorburg mit Wirtschaftsgebäuden
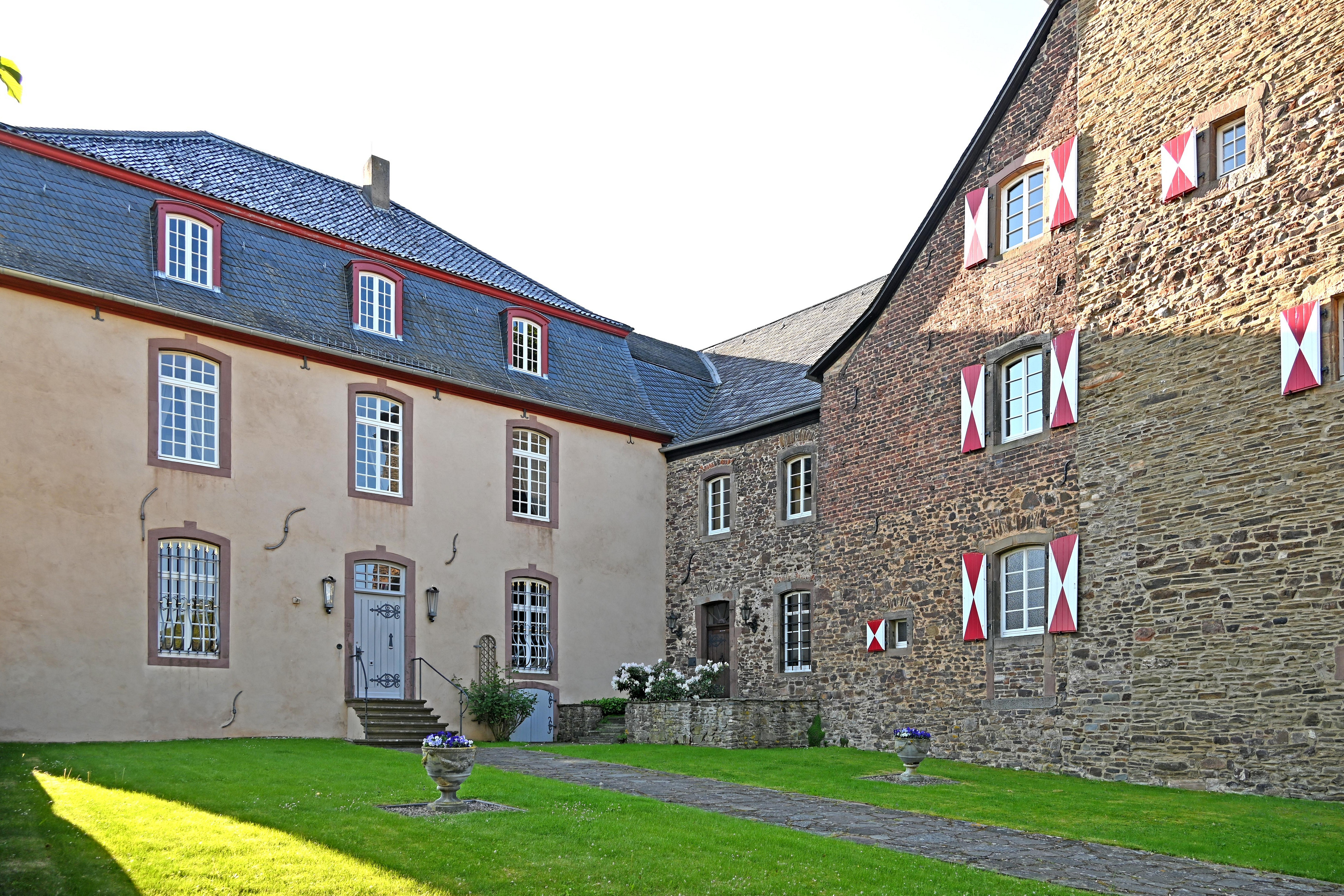
"Probstei" und Hauptburg von Nordwesten